# Eau de Hongrie

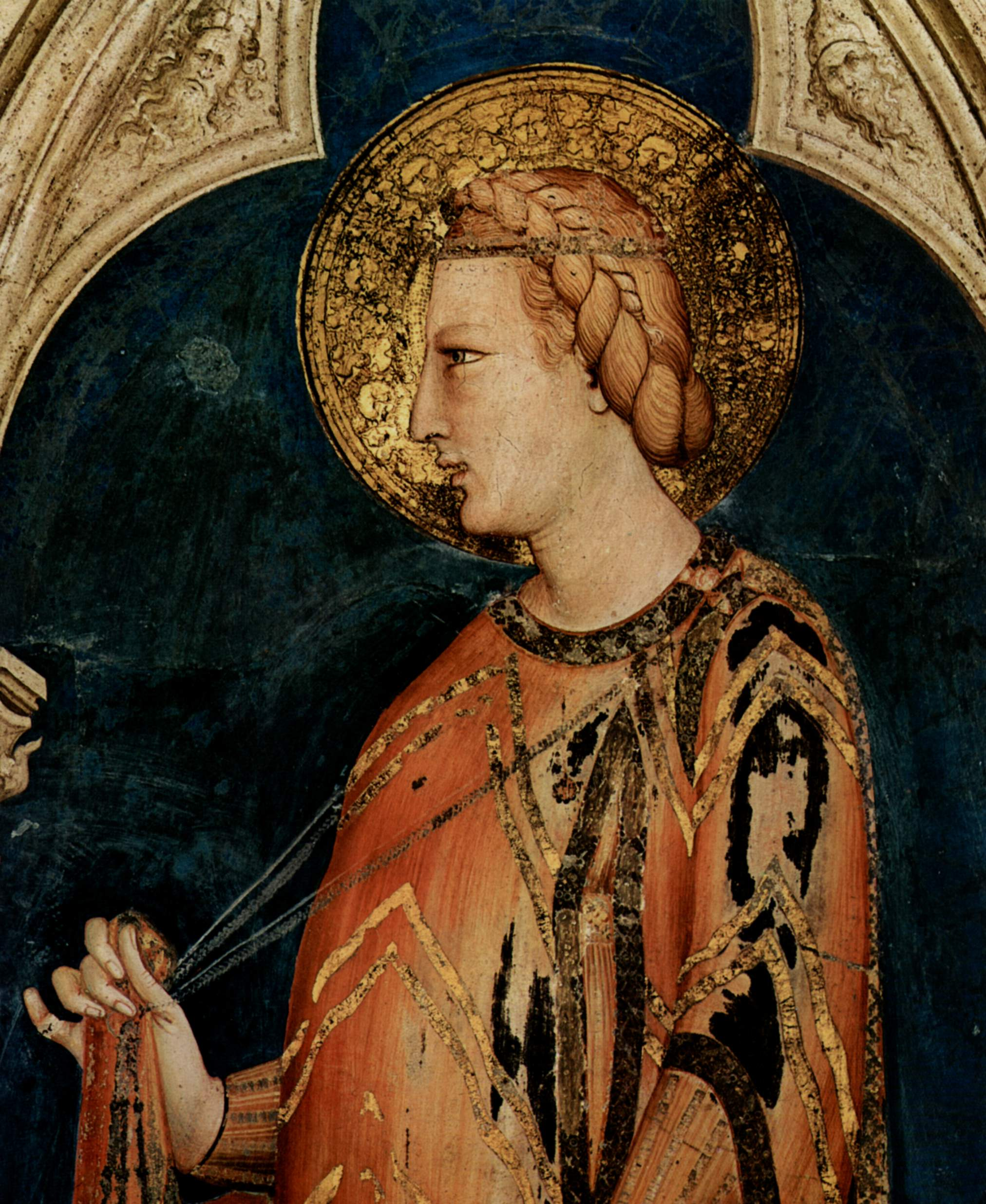
Élisabeth de Pologne, commanditaire de l’eau de Hongrie.

L’eau de Hongrie, également appelée eau de la reine de Hongrie est un parfum.

## Historique
À l’origine, l’eau de Hongrie était un alcoolat de romarin créé en 1370 pour l’épouse du roi Charles Robert de Hongrie, Élisabeth de Pologne. La reine de Hongrie en fit un usage intensif, interne et externe, tout au long de sa vie. La légende raconte que cette eau merveilleuse qu’elle reçut des mains d’un ange l’aida à conserver sa beauté et que c’est grâce à elle qu’elle fut demandée en mariage par le prince de Pologne, alors qu’elle était âgée de 72 ans. La légende est incorrecte. La confusion est due au fait que lorsque son fils, Louis de Hongrie devint roi de Pologne, il nomma sa mère régente de Pologne.
Sa fragrance était originellement à base de romarin macéré dans de l’esprit de vin, une préparation appelée « alcoolat de romarin » – selon le principe recommandé par des médecins comme Arnaud de Villeneuve et Raymond Lulle à la fin du XIIIe siècle à Montpellier –, mais elle fut enrichie plus tard avec de l’essence de lavande, de la bergamote, du jasmin, du cirse et de l’ambre. 
En 1693, Simon Barbe écrit : « L’Eau de la Reine d’Hongrie ne se peut faire si bonne qu’à Montpellier ; parce qu’ils la font avec les fleurs de romarin qu’ils ont en abondance ; mais cependant celle que nous faisons avec les feuilles est fort bonne & a la même vertu. ».
Elle est aujourd’hui élaborée et vendue par la maison Fragonard.
Utilisée à la cour du roi Charles V dès le XIVe siècle, elle était encore très utilisée au XVIIe siècle à la cour du roi Louis XIV et fut le parfum de Mme de Sévigné, de sa fille Mme de Grignan et de Mme de Maintenon qui la conseillait à ses pensionnaires de Saint-Cyr. On lui attribuait en effet des pouvoirs revitalisants, esthétiques et thérapeutiques (rhumatismes, palpitations cardiaques, peste, obstruction du foie, jaunisse, bourdonnements d’oreilles ou douleurs abdominales).